# Simulium tarsatum
Simulium tarsatum es una especie de insecto del género Simulium, familia Simuliidae, orden Diptera.
Fue descrita científicamente por Macquart, 1846.